# DeepBurner
DeepBurner és un programa d'ordinador gravador de CD/DVD fet per Astonsoft que suporta CD-R, CD-RW, DVD-R, DVD-RW, DVD+R, DVD+RW i DVD-RAM. S'assembla a Nero o CDBurnerXP. No té suport per Blu-Ray ni HD-DVD. És compatible amb Windows 98, Windows NT 4.0, Windows 2000, Windows ME, Windows XP, Windows Vista i Windows 7.
El programa té dues versions, una de gratuïta i una altra de pagament anomenada pro. Les dues versions poden gravar tant CD com DVD de dades, CD d'àudio, esborrar discs re-gravables, crear i gravar arxius ISO i crear CD's i DVD's auto-arrancables. També permet gravar discs en multisessió, capacitat per ajustar dinàmicament la mida del buffer i la velocitat de gravació, suporta els mètodes d'escriptura Disk At Once, TAO i SAO i suporta noms de fitxers llargs (Joliet).
Té una interfície lleugera i fàcil d'utilitzar, amb capacitats per arrossegar els elements directament al programa.
També disposa d'una eina per dissenyar les etiquetes i els fullets per la caixa del disc incloent algunes plantilles.
La versió pro ofereix la possibilitat de fer copies de disc a disc, gravar DVD de vídeo a partir d'una estructura IFO/VBO existent, crear àlbums de fotos, possibilitat de gravar des de la línia d'ordres de Windows i disposa de dues utilitats per gestionar copies de seguretat i per obtenir informació i restaurar informació de discs.
La versió gratuïta té l'opció de ser portable i pot ser executada des d'una memòria USB sense necessitat de ser instal·lada al sistema. La versió gratuïta és molt lleugera, i el seu instal·lador tan sols ocupa 2,67 MB.
Suporta gran varietat de lectors/gravadors òptics de manera simultània amb connexions IDE, SATA, USB, FireWire i SCSI. És un programa multilingüe disponible en castellà entre altres idiomes. No està disponible en català.
El mateix desenvolupador, Astonsoft, disposa de diferents programes per fer tasques com la creació de DVD de vídeo amb DeepDVD Movie, o l'extracció d'arxius MP3 d'un CD d'àudio amb DeepRipper.